# Bibliothèque Fraser-Hickson

Logo

La bibliothèque Fraser-Hickson est une bibliothèque qui fournit des services gratuits à la communauté montréalaise depuis 1885. Elle est l'œuvre d'une fondation, l'Institut Fraser, devenue Fraser-Hickson en 1956.

## Minibiblioplus
Propulsé par Fraser-Hickson, minibiblioPLUS est l'incarnation moderne de l'Institut Fraser Hickson, un institut et une bibliothèque renommé, établi à Montréal, Québec depuis 1885.
La mission de minibiblioPLUS est d’augmenter les niveaux d’alphabétisation en fournissant à ces partenaires les moyens d’inculquer aux enfants, dès la naissance, la passion et le goût de lire et d’apprendre grâce à un accès gratuit à des livres et à des services d’animation.
minibiblioPLUS est un projet de sensibilisation à l'alphabétisation composé de deux programmes: minibiblio (mini-bibliothèques) et le composant éveil à la lecture. Le programme minibiblioPLUS offre aux organismes partenaires la combinaison de minibiblio et le composant éveil à la lecture, donnant ainsi accès à la collection riche, au support professionnel et aux outils de littératie précoce. Le personnel de minibiblioPLUS encadre les éducateurs, les parents et les bénévoles, etc. à l'aide de formations, pour inculquer de bonnes habitudes de lecture aux enfants.
Le programme minibiblio comprend une sélection de livres en français et en anglais de la collection spécialement pour l’organisme partenaire et ses utilisateurs; de l'aide d'un bibliothécaire pour le réapprovisionnement et la livraison du matériel sélectionné; une formation sur la traçabilité et la mise en place; et de la promotion pour les partenaires.
Le composant éveil à la lecture comprend des activités hebdomadaires animées par des bénévoles qualifiés; un atelier de littératie précoce pour les parents; et une trousse d'outil au sujet de la littératie précoce.
Ils existe127 programmes dans 85 sites au Québec. Le modèle minibiblioPLUS a commencé à s'étendre à l'échelle nationale grâce à des projets pilotes.

## Histoire

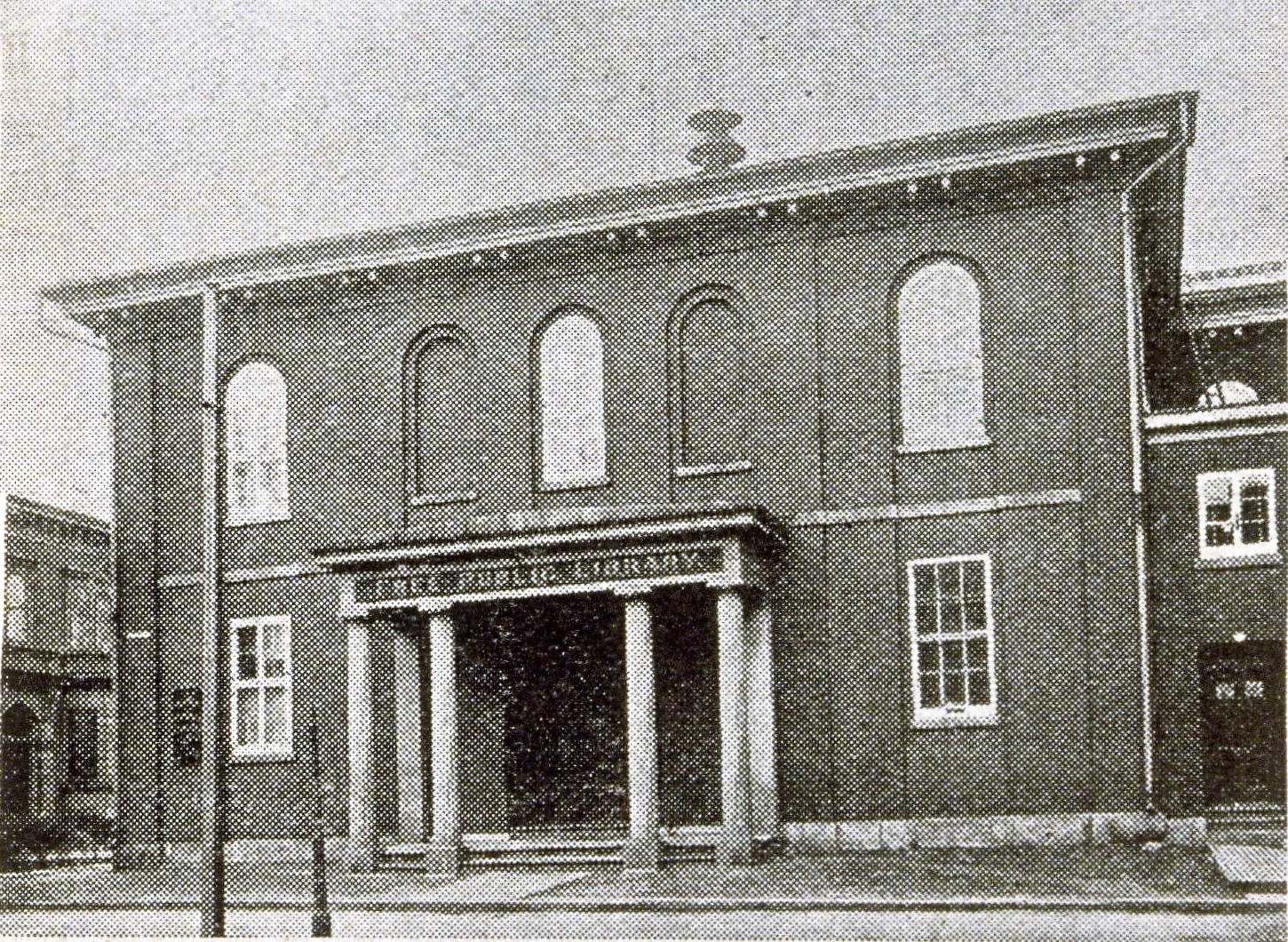
Institut Fraser, 1905

En 1885, l'Institut Fraser ouvre ses portes et devient la première bibliothèque gratuite à Montréal. En avril 1870, le prospère homme d'affaires local, Hugh Fraser rédige son testament avec l'aide de son avocat John Abbot. Moins d'un mois plus tard, Fraser décède et la majorité de sa fortune est consacrée à « établir une institution accessible à toutes personnes honnêtes et respectables quelconques, de tous rangs et sans distinction » dans le but « d'aider à répandre les connaissances utiles en donnant gratuitement à tous ceux qui le désireront accès à des livres, des objets et sujets scientifiques et des travaux d'art ». Pendant plus de 70 ans, l'Institut réside à Burnside Hall, à l'intersection des rues University et Dorchester (maintenant les boulevards Robert-Bourassa et René-Lévesque).
En 1956, le docteur en philosophie J.W.A. Hickson lègue 1,9 million de dollars à l'Institut à la condition que son nom soit ajouté à l'appellation de l'organisme.  Trois ans plus tard, l'Institut Fraser-Hickson s'installe au coin des rues Kensington et Somerled, dans le quartier Notre-Dame-de-Grâce. Malgré son franc succès et sa valeur culturelle, les pressions financières continuent de croître jusqu'au début des années 2000 et l'immeuble de la rue Kensington ferme ses portes en 2007.
En 2008, le bâtiment est vendu à une école privée.  La majeure partie de sa collection de plus de 180 000 documents est entreposée pendant la recherche de nouveaux sites et partenariats. Avec la mise en place d'un réseau de bibliothèques publiques par la ville de Montréal et le développement des nouvelles technologies, l'Institut Fraser-Hickson doit se renouveler.
En 2013, la bibliothèque collabore avec le YMCA de Notre-Dame-de-Grâce en y déposant 200 livres afin de soutenir les différents programmes de l'organisme. Cette initiative, menée par la directrice générale Helen Fortin, donne le jour au concept Minibiblio. Rencontrant un retentissant succès, le programme continue de se développer et de s'agrandir avant de trouver un nouveau toit en 2016.
Fraser-Hickson se situe désormais sur la rue Botrel, dans les locaux de la bibliothèque de Notre-Dame-de-Grâce. « Aujourd'hui, dans un contexte radicalement différent de celui de sa naissance et par des moyens que n'aurait pas imaginés son fondateur, la Fraser-Hickson poursuit son mandat d'encourager la lecture et de renforcer la capacité de lire des citoyens. »
|  |  |